# Flecha Valona 2010
La 74.ª edición de la Flecha Valona se disputó el miércoles 21 de abril de 2010, con inicio en Charleroi y final en Huy (con el tradicional final en el muro de Huy), sobre un trazado de 198 km.
La prueba perteneció a las Carreras Históricas del UCI World Calendar 2010.
Participaron en la carrera 25 equipos: 17 de categoría UCI ProTour (todos excepto el Footon-Servetto); más 8 de categoría Profesional Continental (BMC Racing, Topsport Vlaanderen-Mercator, Cervélo Test Team,  Landbouwkrediet, Androni Giocattoli-Serramenti PVC Diquigiovanni, Bbox Bouygues Telecom, Cofidis, le Crédit en Ligne y Acqua & Sapone). Formando así un pelotón de 197 ciclistas, con 8 corredores cada equipo (excepto el Cervélo, el Liquigas-Doimo y el Acqua & Sapone que salieron con 7), de los que acabaron 142.
El ganador fue Cadel Evans por delante de Joaquim Rodríguez y Alberto Contador respectivamente, con el mismo tiempo que el australiano. A destacar la actuación Igor Antón, finalmente cuarto, quien fue el que seleccionó la subida final al Muro de Huy imponiendo un fuerte ritmo que hasta apenas 100 m de la meta solo pudo aguantar Contador.
En la única clasificación secundaria, la de la montaña, se impuso Dimitri Champion.

## Clasificación final
| Pos. | Ciclista          | Equipo              | Tiempo     |
| ---- | ----------------- | ------------------- | ---------- |
| 1.   | Cadel Evans       | BMC Racing          | 4h 39' 24" |
| 2.   | Joaquim Rodríguez | Katusha             | m.t.       |
| 3.   | Alberto Contador  | Astana              | m.t.       |
| 4.   | Igor Antón        | Euskaltel-Euskadi   | + 6"       |
| 5.   | Damiano Cunego    | Lampre-Farnese Vini | + 9"       |
| 6.   | Philippe Gilbert  | Omega Pharma-Lotto  | + 11"      |
| 7.   | Chris Horner      | RadioShack          | m.t.       |
| 8.   | Andy Schleck      | Saxo Bank           | m.t.       |
| 9.   | Ryder Hesjedal    | Garmin-Transitions  | m.t.       |
| 10.  | Michael Albasini  | HTC-Columbia        | m.t.       |

## Alejandro Valverde y la Operación Puerto
A pesar de que Alejandro Valverde no diese positivo en esta carrera ni en las anteriroes durante el año, el 30 de mayo la UCI, a instancias del TAS, decidió anular todos los resultados del ciclista español durante el 2010 debido al Caso Valverde.
Por lo tanto oficialmente Valverde fue descalificado de esta clásica belga con la indicación "0 DSQ" (descalificado), aunque indicando el tiempo con el que había acabado la carrera, en la que finalizó octavo. Su exclusión supuso que los corredores que quedaron por detrás de él (hasta el 20º) subiesen un puesto en la clasificación, quedando vacante la vigésima posición.
Esta sanción también tuvo incidencia en el UCI World Ranking ya que sus puntos pasaron a otros corredores reestructurándose así no solo la clasificación individual sino la de por equipos y la de por países.